# MAPSAR
O MAPSAR é um satélite de observação da Terra brasileiro que está planejado para ser desenvolvido pelo Instituto Nacional de Pesquisas Espaciais (INPE).

## Objetivo
Ele contará com um sistema de sensores para cartografia, silvicultura, geologia, geomorfologia, hidrologia, agricultura, gestão de desastres, oceanografia, estudos urbanos e segurança.

## Projeto
O MAPSAR é fruto de uma iniciativa de cooperação entre o Instituto Nacional de Pesquisas Espaciais (INPE) e a Agência Aeroespacial da Alemanha (DLR – Deutsches Zentrum für Luft- un Raumfahrt e.V), para o desenvolvimento de um futuro satélite, que terá como carga útil um radar imageador de abertura sintética ou SAR (Synthetic Aperture Radar). Esse projeto de satélite com a Alemanha encontra-se em 2012 na fase B (projeto detalhado da missão). Estava previsto para a agência espacial alemã dar uma posição sobre a continuidade ou não da missão até dezembro de 2012. Porém já havia alguns países e empresas se posicionando para o caso da Alemanha não prosseguir com o projeto.

## Características
Para cumprir os requisitos gerais, uma banda L SAR foi escolhida como a única carga útil para um pequeno satélite. O componente chave do instrumento SAR é a antena SAR, que é concebido como uma antena parabólica com refletor elíptico com dimensão de cerca de 7,5 m (azimute) x 5 m (gama). A banda L (de alta resolução espacial, quad-pol) foi selecionada para o sensor SAR com ótima frequência representando a maioria das necessidades dos utilizadores brasileiros e alemães. O satélite será baseado na Plataforma Multimissão (MMP) do INPE.